# Іда Гендель
І́да Ге́ндель (англ. Ida Haendel; народилася 15 грудня 1928, Холм — 1 липня 2020, Маямі) — британська скрипалька польського походження.

## Творчість
Іда Гендель народилася в єврейській родині в місті Холм у Польщі. Виконання Гендель вирізнялося технічною досконалістю, чистотою інтонації, класичною інтерпретацією творів. Ян Сібеліус і Вільям Волтон схвально відгукувалися про її виконання їх скрипкових концертів.
Їй присвячено кілька творів сучасних авторів.
Дискографія Гендель широка та включає в себе майже весь класичний і романтичний скрипковий репертуар.
У 1970 році вийшла її автобіографічна книга «Жінка зі скрипкою».